# Pék László
Pék László (Taksonyfalva, 1951. június 16. –) tanár, a Szlovákiai Magyar Pedagógusok Szövetségének egykori országos elnöke, a Magyar Közösség Pártja Országos Tanácsának tagja.

## Pályafutása
Középiskolai tanulmányait a kassai Ipariskolában végezte. Tanári oklevelét a pozsonyi Comenius Egyetemen szerezte.
1975 és 2002 között a galántai Kodály Zoltán Gimnázium tanára, emellett 1990 és 1995 valamint 1999 és 2002 között a gimnázium igazgatója volt. 2002 és 2014 között a Szlovákiai Magyar Pedagógusok Szövetségének országos elnöke volt.

## Elismerései
- 2016 Felvidéki Magyar Pedagógus Díj[1]
- A Magyar Kultúra Lovagja (2021)

## Művei
- 2023 Befogadott menekültekként Taksonyon – Emlékezés a Duka-Zólyomi családra. Taksony